# 邵恒浚
邵恆濬（1870年—1951年），字筠农。山东文登人，中华民国教育家。

## 生平
1889年，京师同文馆毕业后，留学俄国圣彼得堡大学。光绪二十四年回国，历任清政府总理衙门刑部候补主事、黑龙江铁路交涉总局会办兼总办，直隶知州。补授学部会计司郎中花翎四品衔，兼任京师译学馆监督。宣统元年（1909年），派充考试留学生襄校官。辛亥革命时返里，致力于宣传反清思想，主办二马村第一小学。1912年，返京讲学，任外交部参事，调充俄文专修馆馆长，兼公府外交咨议。1917年，任驻海参崴总领事，兼铁路监管会运输部会议代表。1921年，调充俄文法政学校校长未就，后任胶济铁路局局长。时军阀混战，退职隐居北平，1922年7月-1923年2月，担任唐山大学北京分校（现北京交通大学前身）校长；后改任私立青岛大学校董。日军入侵北平后，曾多次利诱威胁他出面做官，均不从。
1951年在北京病逝，享年81岁。。

## 备注
1. ↑  1956年国务院《汉字简化方案》公布后，其姓名中的“濬”因异体字整理而作“浚”